# Hyostomodes zelota
Hyostomodes zelota är en fjärilsart som beskrevs av Louis Beethoven Prout 1922. Hyostomodes zelota ingår i släktet Hyostomodes och familjen mätare. Inga underarter finns listade i Catalogue of Life.